# Ophiomyia pullata
Ophiomyia pullata este o specie de muște din genul Ophiomyia, familia Agromyzidae, descrisă de Spencer în anul 1977. Conform Catalogue of Life specia Ophiomyia pullata nu are subspecii cunoscute.